# Kolovrat (bend)
Kolovrat je ruski Rock Against Communism / thrash metal bend. Kultni je bend među ruskim nacionalistima.

## Povijest
Osnovao ga je 1994. u Moskvi Denis Gerasimov i prijatelj. Prvo se zvao "Ruski geto" (Русское гетто), pa su jeseni 1997. promijenili ime u Kolovrat (usporedi značenje sa slavenskim oblikom kukastog križa kolovratom). Stil pjesama stilski varira, od rocka, metala, Oi!ja, NSBM-a do balada. 4. studenoga 2009. bend je prvi put ima svirku na otvorenom u središtu Moskve, na Blatnom trgu (Bolotnaja) kao dio godišnjeg Ruskog marša.

## Vanjske poveznice
- Kolovrat, MusicBrainz